# Израел на Светском првенству у атлетици на отвореном 2011.
Израел је учествовао на 13. Светском првенству у атлетици на отвореном 2011. одржаном у Тегу од 27. августа до 4. септембра тринаести пут, односно учествовао је на свим првенствима до данас. Репрезентацију Израела представљала су 4 такмичара (2 мушкарца и 2 жене) који су се такмичили у 4 дисциплине (2 мушке и 2 женске). , 
На овом првенству такмичари Израела нису освојили ниједну медаљу нити су остварили неки резултат.

## Учесници
| Мушкарци: - Зохар Земиро — Маратон - Дмитри Кројтер — Скок увис | Жене: - Данијел Френкел — Скок увис - Џилијан Шварц - Скок мотком |  |

## Резултати

### Мушкарци
| Атлетичар      | Дисциплина | Лични рекорд | Квалификације | Квалификације | Финале               | Финале          | Детаљи |
| Атлетичар      | Дисциплина | Лични рекорд | Резултат      | Место         | Резултат             | Место           | Детаљи |
| -------------- | ---------- | ------------ | ------------- | ------------- | -------------------- | --------------- | ------ |
| Зохар Земиро   | Маратон    | 2:14:28      |               |               | Дисквалификован      | Дисквалификован |        |
| Дмитри Кројтер | Скок увис  | 2,28         | 2,16          | 15. у гр. Б   | Није се квалификовао | 31 / 32 (34)    |        |

### Жене
| Атлетичарка     | Дисциплина  | Лични рекорд | Квалификације | Квалификације | Финале                | Финале       | Детаљи |
| Атлетичарка     | Дисциплина  | Лични рекорд | Резултат      | Место         | Резултат              | Место        | Детаљи |
| --------------- | ----------- | ------------ | ------------- | ------------- | --------------------- | ------------ | ------ |
| Данијел Френкел | Скок увис   | 1,94         | 1,88          | 12. у гр. Б   | Нису се квалификовале | 21 / 27 (29) |        |
| Џилијан Шварц   | Скок мотком | 4,72         | 4,25          | 13. у гр. Б   | Нису се квалификовале | 25 / 30 (35) |        |